# Fatima Camara
Pour les articles homonymes, voir Camara.
Fatima Camara est une juriste et gestionnaire guinéenne.
Elle est la Ministre du Commerce dans le Gouvernement Bah Oury depuis le 29 juillet 2025.
ministre de la pêche et de l'économie numérique dans le Gouvernement Bah Oury.
Conseillère au sein du Conseil national de la transition guinéen dirigé par Dansa Kourouma de janvier 2022 au 13 mars 2024.

## Biographie
Le 22 janvier 2022, Fatima Camara est nommée par décret membre du Conseil national de la transition guinéen en tant que personne ressource,.
Elle est la cheffe de délégation des conseillers nationaux lors de la consultation nationale sur l’axe Lola, Beyla et Kouroussa.

## Ministre
Le 13 mars 2024, elle est nommée ministre de la pêche et de l'économie numérique dans le Gouvernement Bah Oury en remplacement de Charlotte Daffé.
Le 18 mars 2024, les conseillers du CNT lui ont rendue un hommage à l'hémicycle avec un satisfecit de reconnaissance de l'institution parlementaire.
Le 29 juillet 2025, elle est la nommée Ministre du Commerce dans le Gouvernement Bah Oury en remplacement de Diaka Sidibé.